# تخمدان (گیاهی)
تُخمدان بخشی از اندام تولید مثل ماده در گیاهان گلدار است.
درون تخمدان‌ها دانه‌های کوچکی به وجود می‌آید که تخمک نام دارند و بر اثر رشد به دانه تبدیل می‌گردد.
اگر در درون تخمدان برشی داده شود در داخل آن اجسامی به نام تخمک یافت می‌شود که به وسیلهٔ رشته‌ای به دیواره درونی تخمدان پیوند دارند. شیوه پیوند تخمک‌ها به دیواره تخمدان، در گیاهان اختلاف کلی دارد. چون اجتماع برچه‌ها برای تشکیل تخم دان نیز به اشکال گوناگون است وضع قرار گرفتن تخمک‌ها به چندین شکل دیده می‌شود.

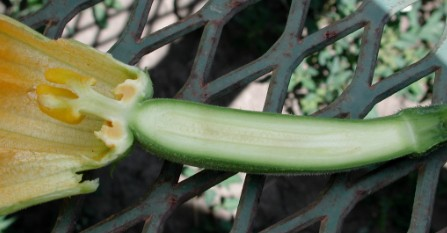
برش طولی از گل ماده یک کدو که مادگی (=تخمدان+خامه+کلاله)، تخمک (گیاهی)‌ها و گلبرگ‌ها را نشان می‌دهد. گلبرگ‌ها و کاسبرگ‌ها بالای تخمدان قرار دارند؛ چنین گلی دارای تخمدان تحتانی است یا گفته می‌شود که گل برون‌تخمدانی است.

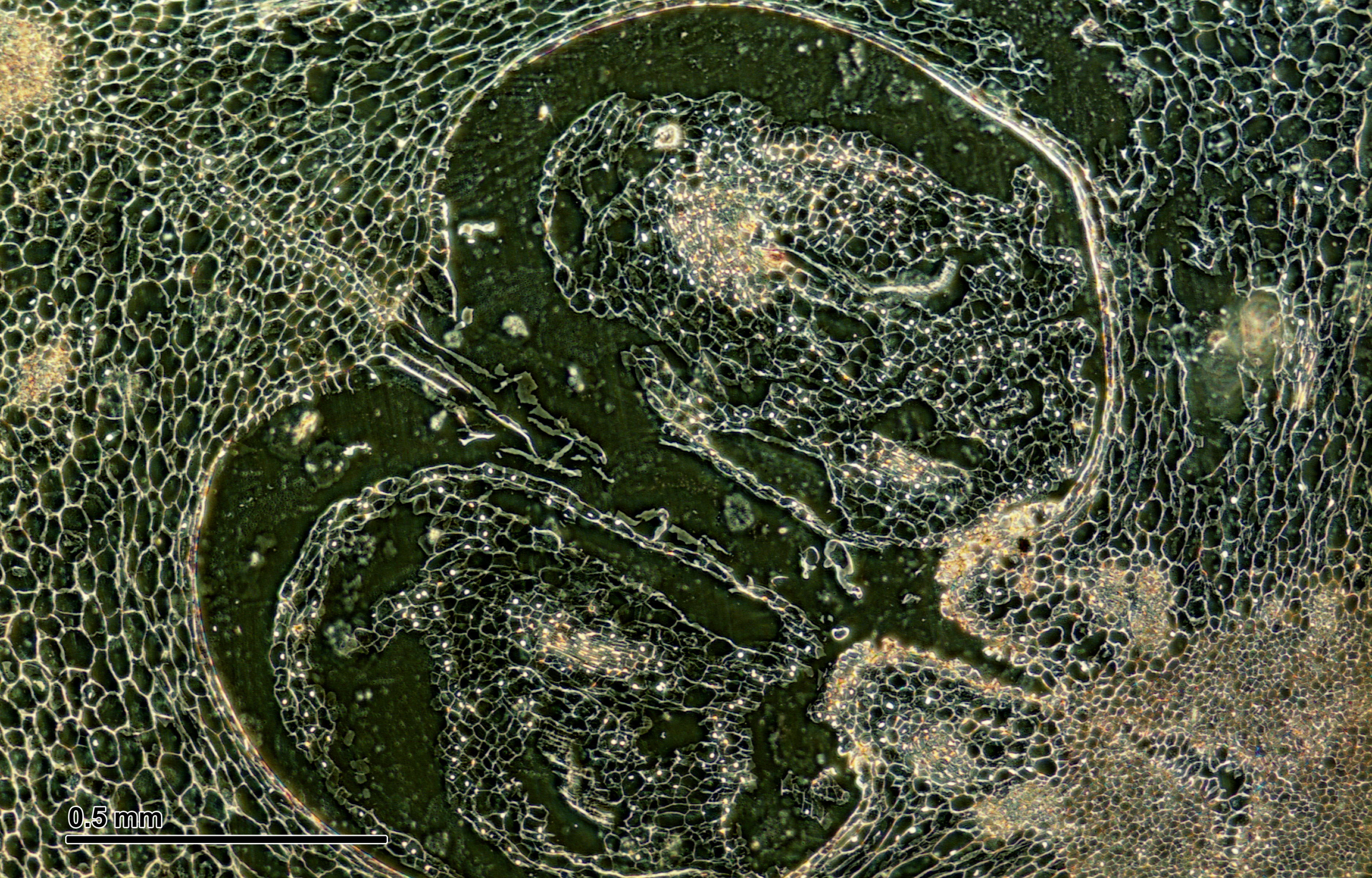
برش عرضی یک لاله تخمدان

در گیاهان گل‌دار، تخمدان بخشی از اندام تولیدمثلی مادهٔ گل یا مادگی است. به‌طور مشخص، این بخش از مادگی، تخمک را در خود نگه می‌دارد و در بالا، پایین یا در نقطه اتصال با پایهٔ گلبرگ و کاسبرگ قرار دارد. مادگی ممکن است از یک مادگی یا چند مادگی جوش‌خورده (مانند دوبرگه یا سه‌برگه) تشکیل شده باشد، بنابراین تخمدان می‌تواند شامل بخشی از یک مادگی یا بخش‌هایی از چند مادگی جوش‌خورده باشد. بالای تخمدان، خامه و کلاله قرار دارند که جایی است که گرده بر آن فرود آمده و جوانه می‌زند تا از طریق خامه به تخمدان رشد کند و برای هر گرده، یک تخمک را بارور کند. برخی از گل‌های گرده‌افشانی‌شده با باد دارای تخمدان‌های بسیار کوچک و تغییریافته‌اند.

## میوه
میوه، تخمدان بالغ و رسیدهٔ گل پس از باروری دوتایی در گیاهان گل‌دار است. از آنجا که بازدانگان دارای تخمدان نیستند و از طریق باروری تخمک‌های بدون پوشش تولیدمثل می‌کنند، آن‌ها بذرهای برهنه‌ای تولید می‌کنند که میوهٔ احاطه‌کننده‌ای ندارند، به این معنی که میوه ارس و اریل  که به‌عنوان «توت» شناخته می‌شوند، در واقع میوه نیستند، بلکه میوه کاج تغییریافته محسوب می‌شوند. میوه در گیاهان گل‌دار وظیفهٔ پراکندگی و حفاظت از بذرها را بر عهده دارد و به‌دلیل تفاوت در تعریف‌های آشپزی و گیاه‌شناسی، نمی‌توان آن را به‌راحتی دسته‌بندی کرد.

### رشد

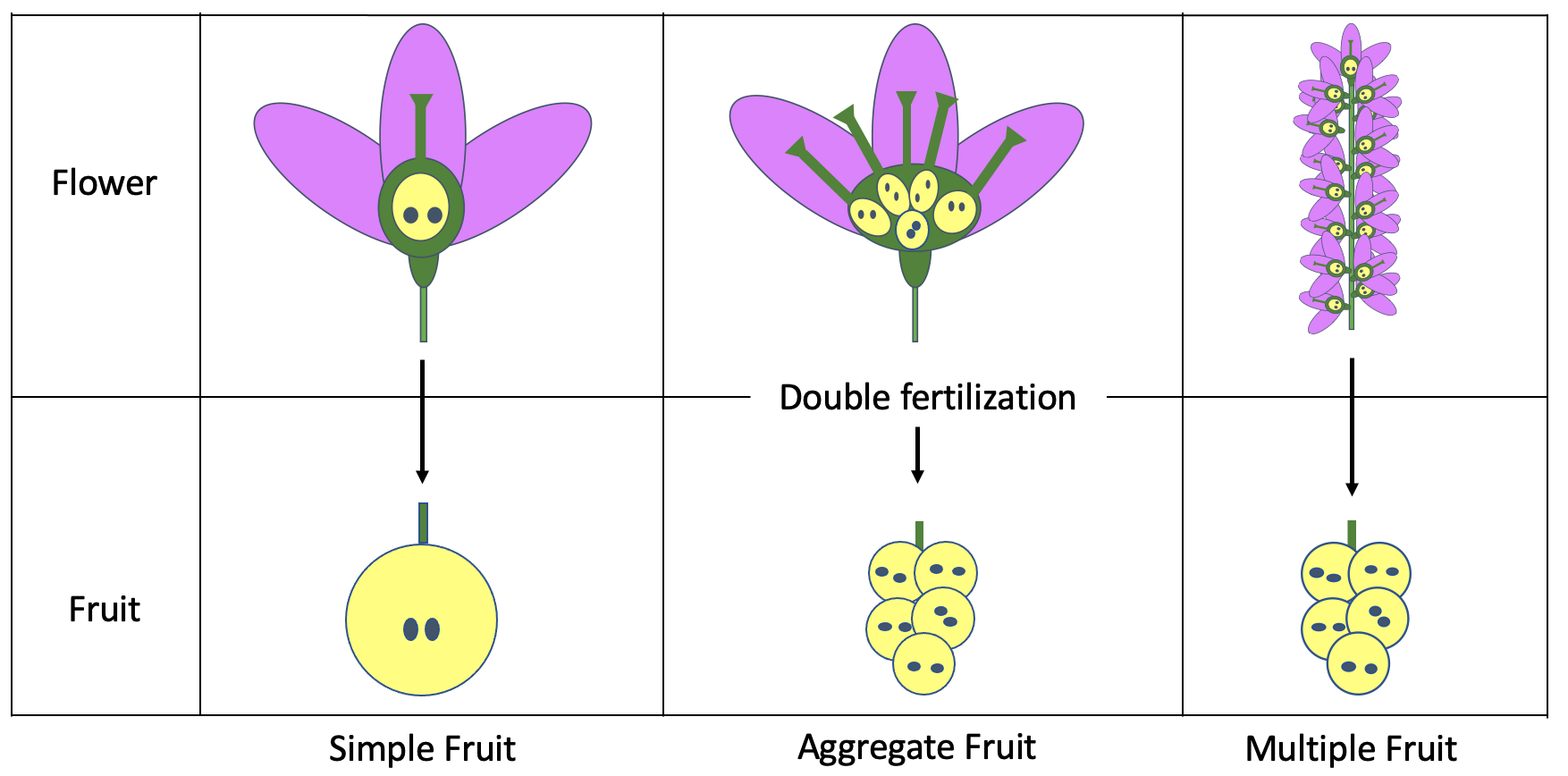
میوه ساده از یک تخمدان منفرد از یک گل منشأ می‌گیرد، در حالی که میوه مرکب از چندین تخمدان یک گل حاصل می‌شود. از سوی دیگر، میوه چندگانه از چندین تخمدان هر یک از گل‌های منفرد تشکیل می‌شود.

پس از باروری دوتایی و رسیدگی، تخمدان به میوه تبدیل می‌شود. تخمک‌های] درون تخمدان به بذرهای آن میوه تبدیل شده و سلول تخم درون تخمک به زیگوت تبدیل می‌شود. باروری دوتایی درون تخمک  موجب تولید بافت تغذیه‌ای درون‌دانه می‌شود که زیگوت  در حال رشد را درون بذر احاطه می‌کند. همهٔ تخمدان‌های گیاهان گل‌دار پس از باروری میوه تولید نمی‌کنند. مشکلاتی که در روند رشد میوه ممکن است رخ دهند شامل مسائل ژنتیکی، شرایط محیطی سخت، و کمبود انرژی به‌دلیل رقابت میان تخمدان‌ها برای منابع است که می‌تواند از رسیدگی تخمدان جلوگیری کند.